# Алексей Аракчеев
Алексѐй Андрѐевич Аракчѐев (на руски: Алексей Андреевич Аракчеев) е руски политик, офицер (генерал от артилерията) и благородник (граф).
Роден е на 4 октомври (23 септември стар стил) 1769 година в Гарусово, Новгородска губерния, в семейството на помешчик. Завършва артилерийско военно училище, след което е назначен на служба при престолонаследника Павел Петрович, който скоро идва на власт и бързо го издига във военната йерархия и му дава графска титла. Аракчеев е близък и със следващия император Александър I, при когото заема висши длъжности, като тази на военен министър (1808 – 1810) и участва в Наполеоновите войни. Оглавява силно непопулярната кампания по създаване на военни селища, като наречената на негово име аракчеевщина става символ на деспотизма на Руската империя. След смъртта на Александър I през 1825 година е отстранен от повечето си постове и често пътува в чужбина.
Алексей Аракчеев умира на 3 май (21 април стар стил) 1834 година в имението си в Грузино.